# Dolor de garganta (álbum)
Dolor de garganta es el séptimo álbum de Javier Krahe, editado originalmente en 1999.
Entre los músicos de la discografía, Javier Krahe es la voz, Javier López de Guereña es el guitarrista, Andreas Prittwitz es el saxofonista, clarinetista y flautista, Fernando Anguita es el contrabajista, Jimmy Ríos es el percusionista, Antonio Calero es el batería, Federico Lechner es el pianista y organista, Constanza Lechner - Clavicembalista y Rodrigo Díaz Bueno el violonchelista. Maestro Reverendo es el pianista en Los cinco sentidos

## Listado de temas
| N.º   | Título                     | Duración |  |
| 1.    | «Antípodas»                |          |  |
| 2.    | «La perversa Leonor»       |          |  |
| 3.    | «Los cinco sentidos»       |          |  |
| 4.    | «Cuerpo de Melibea»        |          |  |
| 5.    | «¡Por fin!»                |          |  |
| 6.    | «Sonata de otoño»          |          |  |
| 7.    | «Salomé»                   |          |  |
| 8.    | «Sra. Juez»                |          |  |
| 9.    | «Dama de mis pensamientos» |          |  |
| 10.   | «Minimal de amor»          |          |  |
| 11.   | «Carmiña»                  |          |  |
| 12.   | «La ley del mercado»       |          |  |
| 38:45 |                            |          |  |

Todos las canciones son de Javier Krahe, excepto Minimal de amor y La ley del mercado, que son además de Javier López de Guereña
Entre los temas, se encuentra ¡Por fin!, la segunda parte de Marieta (adaptación que Krahe hizo de una canción de Georges Brassens). Cuerpo de Melibea supone un homenaje al quinto centenario de la aparición de La Celestina. Sra. Juez es una canción instrumental que toma como base su canción Señor juez (del disco Aparejo de fortuna). Como anécdota, reseñar que fue el primer lanzamiento de la discográfica independiente 18 Chulos, de la que el propio Javier Krahe fue socio.